# 商法
商法（英語：Commercial law），或稱商事法，是關於企業與商業交易規範的總稱。

## 立法體系

### 民商分離制
民商分離是在民法典之外制定商法典，商事上的規定皆在商法典中加以規定。1807年的法国商法典、1817年的卢森堡商法典、1829年的西班牙商法典、1888年的葡萄牙商法典、1838年的希腊商法典、1838年的荷兰商法典、1850年的比利时商法典、1865年和1883年的意大利商法典、1899年的日本商法典、1900年的德国商法典等，都是民商分離立法模式。

### 民商合一制
民商合一制是不在民法典之外制定商法典，許多的商事上的規定皆在民法典中加以規定。換言之，民商合一制是在規定私人間權利義務關係之外，連商人間之商業活動的相關規定亦制定於民法典之中。

## 中華人民共和國商法
中华人民共和国司法管辖区内，没有独立的商法典，商法以单行民事法律方式实施，如中华人民共和国公司法、中华人民共和国合伙企业法、中华人民共和国票据法、中华人民共和国保险法、中华人民共和国证券法等。

## 中華民國的商法
中華民國的民法編撰仿瑞士法採民商合一制，即在民法典之外沒有另訂商法典，許多的商事活動上的規定皆在民法典中加以規定，另外也透過其它的特別法來加以補充，而這些和商業有關的特別法一般通稱為「商事法」。廣義的商事法包含所有與商業運作有關的法律、命令、判例以及解釋等，狹義商事法則僅指公司法、證券交易法、保險法。證券交易法自2011年起，列入中華民國公務人員特種考試司法人員考試三等考試商法考科之一。
因此，商事法則為公司法、證券交易法、票據法、保險法、海商法等五科。